# Eitting (Laberweinting)
Eitting ist ein Ortsteil der Gemeinde Laberweinting im niederbayerischen Landkreis Straubing-Bogen. Bis 1972 bildete es eine selbstständige Gemeinde.

## Lage
Das Kirchdorf Eitting liegt an der Kleinen Laber etwa zwei Kilometer nordöstlich von Laberweinting.

## Geschichte

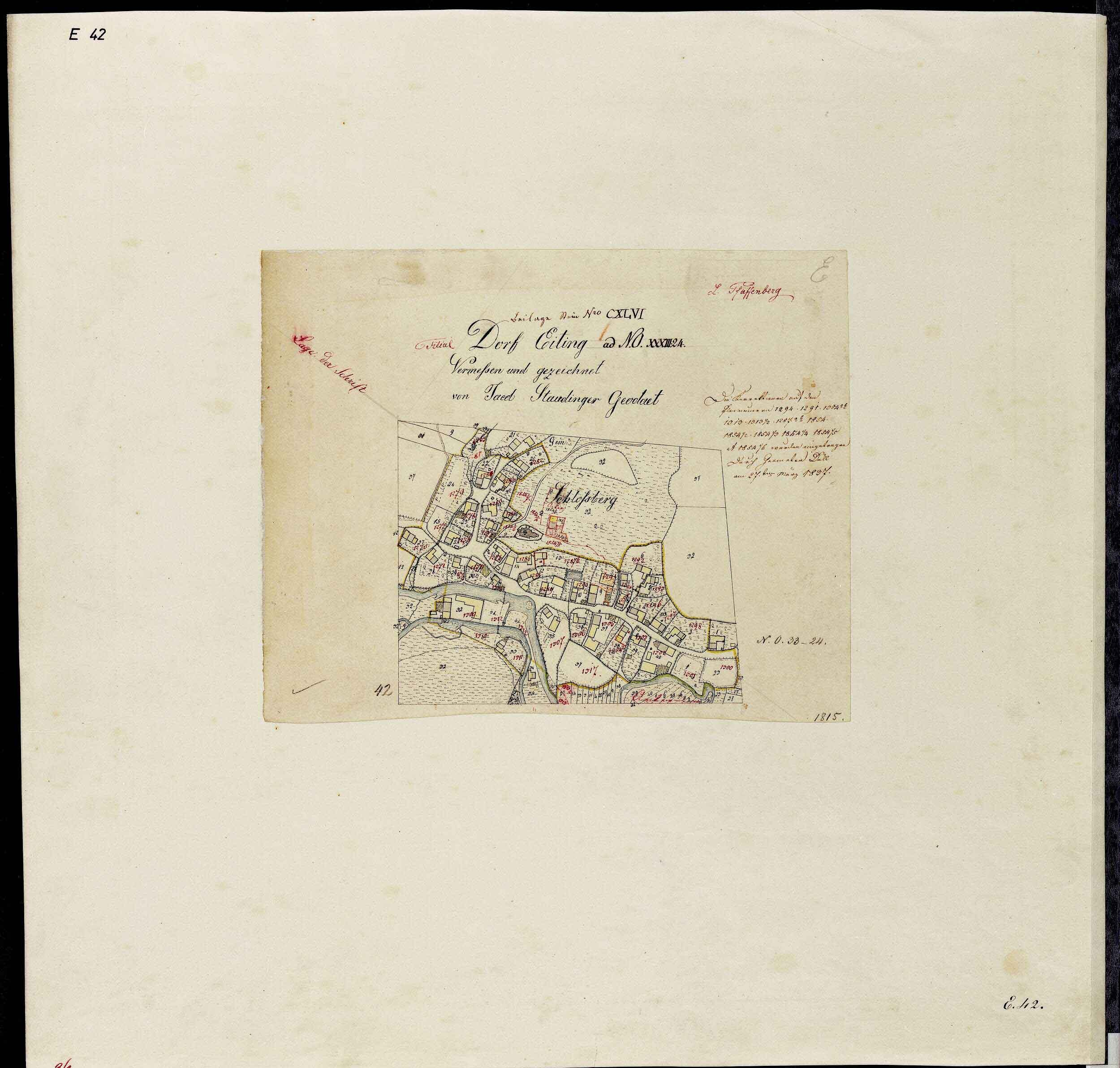
Uraufnahme Ortsblatt von 1815

Die ältesten Zeugnisse der Vorgeschichte Eittings sind bronzezeitliche Hügelgräber und Ringwälle. Auf die spätere Anwesenheit der Römer verweist unter anderem eine Statuette des römischen Handelgottes Merkur, die bei Grabungen entdeckt wurde. 901 wurde Outinga erstmals urkundlich erwähnt. Abtbischof Tuto von Regensburg tauschte damals zwei Mühlen, zwei Joch Ackerland, fünf Joch Wiesen und zwanzig Joch Wald in Eitting ein. Eitting ist ein echter -ing Ort und bedeutet „bei Otto und seiner Sippe“. 
Auf dem Schlossberg ließen die Bischöfe eine Burg errichten, die 1147 erstmals erwähnt wurde. Ab dem 13. Jahrhundert war Eitting eine geschlossene Hofmark mit dem Bischof von Regensburg als Grund- und Gerichtsherrn. Die Burg wurde gegen Ende des Dreißigjährigen Krieges 1648 von den Schweden zerstört und als Ruine hinterlassen. Sie wurde nicht wiederaufgebaut, und auch die noch genutzte Burgkapelle wurde wegen Baufälligkeit 1683 aufgelassen. Stattdessen erfolgte 1695 die Weihe der jetzigen Kirche unterhalb des Schlossberges.
Am 13. September 1801 wurde ein Maria Hilf Bild in die Kirche überführt. Das Bild gehörte vorher einem Kaufmann aus Innsbruck, der es 1779 für sich malen ließ und dann seiner verheirateten Tochter in Straubing schenkte. Im Jahr 1800 wurde das an den Blattern erkrankte Kind des Eittinger Schuhmachers Wolfgang Lindorfer nach Anrufung Marias wieder gesund, worauf das Gnadenbild in die Kirche überführt wurde.
Mit der Säkularisation in Bayern ging 1803 der gesamte bischöfliche Besitz an den Staat über. Die Burgruine und Felder wurden verkauft, Wald und Wiesen als Allmende unter die Eittinger Hofinhaber durch Los aufgeteilt. 1912 erfolgte der Neubau einer dörflichen Wasserversorgung mit fließendem Wasser für die Häuser, 1914 kam vom Elektrizitätswerk Gallhofen erstmals elektrischer Strom nach Eitting. 1958 übernahm das Energieunternehmen OBAG die Stromversorgung des Ortes. Von 1955 bis 1961 wurde die Flurbereinigung durchgeführt, 1961 gab es die erste Straßenbeleuchtung im Ort.
Die Gemeinde Eitting gehörte zum Landkreis Mallersdorf. Sie wurde im Zuge der Gebietsreform in Bayern zum 1. Januar 1972 in die Gemeinde Laberweinting eingegliedert. Ende 2011 hatte Eitting 115 Einwohner.

## Sehenswürdigkeiten
- Filialkirche St. Johannes der Täufer. Die frühbarocke Anlage über dem Labertal wurde 1695 geweiht. Den Mittelpunkt des kurz danach entstandenen Hochaltars bildet eine Immaculata, umgeben von Engeln. Auf den Seitenaltären befinden sich die Figuren des hl. Erasmus und der hl. Ottilie, beide aus der Zeit um 1500.

## Vereine
- Bauernverband Eitting
- Freiwillige Feuerwehr Eitting. Sie wurde 1875 gegründet.
- Jagdgenossenschaft Eitting
- Volleyballclub VC Eitting 09
- Stammtischfreunde
- Edelweiß-Schützen

## Persönlichkeiten
- Michael Wellenhofer (1928–2023), Gymnasiallehrer (Altphilologe), Historiker und langjähriger Kreisheimatpfleger